# Karolina Wysocka
Karolina Wysocka (ur. 1975) – polska artystka wizualna.

## Życiorys
Absolwentka Wydziału Malarstwa ASP w Gdańsku (2001) oraz Royal Academy of Fine Arts w Hadze w Holandii (2001).
Otrzymała roczne stypendium holenderskiej Fundacji Nuffic (1999), półroczne stypendium badawcze belgijskiego Ministerstwa Kultury w Royal Academy of Fine Arts, Antwerpia, Belgia (2002).
Zajmuje się rysunkiem i malarstwem, jest autorką obiektów, instalacji i fotografii. Realizacja Czasochłonne prace (2006) to cykl fotograficzny odnoszący się do historii malarstwa, w tym wypadku do renesansowych przedstawień. Mieszka i pracuje w Poznaniu.

## Wystawy
- 2006 Czasochłonne prace, wyst. ind. Arsenał, Poznań; Miłość i demokracja, CSW Łaźnia, Gdańsk; Panie proszą panów, CSW Łaźnia, Gdańsk;
- 2005 Absolwent, IS Wyspa, Gdańsk;
- 2004 Free Floating Anxiety, wyst. ind. Galeria ON, Poznań; Palimpsest Muzeum, Łódź Biennale;
- 2003 Architecture of Gender, Sculpture Center, NY USA;
- 2002 Rybie Oko2, BGSW Słupsk;
- 2001 Reds, wyst. ind. Pulchri Studio, Haga; Debiut, Pulchri Studio, Haga; Build your own island, KABK Gallery, Haga.